# Alsetex Mk 59
Alsetex Mk 59 – francuska mina przeciwpiechotna bezpośredniego działania. Mina zawiera minimalną liczbę części metalowych, co utrudnia wykrycie przy pomocy wykrywacza saperskiego (opcjonalnie może być wyposażona w metalowy pierścień ułatwiający wykrycie). Ustawianie min tego typu odbywa się ręcznie. Uzbrojenie poprzez zdjęcie pokrywy chroniącej zapalnik naciskowy.